# Floriano Vanzo
Pour les articles homonymes, voir Vanzo.
Floriano Vanzo, né le 28 avril 1994 à Maurage en Belgique, est un footballeur belge qui évolue au poste de milieu offensif.

## Biographie
Floriano Vanzo commence son expérience professionnelle en 2011 au Afc Tubize avant de rejoindre en 2012 le Parme Fc en Série A. Sous le contrôle de Roberto Donadoni il s’entraîne régulièrement avec l'équiper première et profite de temps de jeu en championnat d'Italie de football Primavera sous les couleurs du Parme Fc.
En 2013 il est prêté en Slovaquie au club ND Goricia.
En 2014 retours en Belgique au FC Bruges, il y intègre l'équipe réserve. L'expérience au nord du pays n'est pas facile, il décide donc de rejoindre le club de Waasland-Beveren en 2016. Il parvient à être un titulaire indiscutable au sein de l'équipe. Malheureusement fin 2016 Floriano est victime d'une déchirure des ligaments croisés du genou, grave blessure qui l'éloignera des terrains pour une grosse année. Fort de caractères et passionnés il arrivera à retrouver son niveau et réintégrer l'équipe première. Sous les couleurs Waeslandienne Floriano aura inscrit 8 buts, notamment un superbe but contre le Royal Sporting Club Anderlecht. Une feinte de frappe qui déstabilisera Guillaume Gillet et trompera ensuite Silvio Proto. 
En 2019 il signe au Royal Excelsior Virton en division 2 belge. Malheureusement sans licence pour le football professionnel, Le Royal Excelsior Virton a été relégué dans les séries amateurs. Floriano décide donc de quitter le club.
En 2020 il signe en Roumanie au club du FC Politehnica Iasi afin de relancer sa carrière.